# Nicky Crawford
Pour les articles homonymes, voir Crawford.
Pas d'image ? Cliquez ici

a Compétitions nationales et continentales officielles uniquement.

b Matchs officiels uniquement.
Nicky Crawford, née Nicola Brown le 20 novembre 1971 à Worcester (Angleterre), est une joueuse internationale anglaise de rugby à XV occupant le poste d'ailier aux Worcester Ladies (en) durant sa carrière.

## Biographie
Nicky Crawford naît le 7 décembre 1997 à Worcester en Angleterre.

### Carrière
Nicky Crawford découvre le rugby à XV au sein de l'University Officer Training Corps à Bristol.
Par la suite, elle joue avec le club de Pershore RFC puis aux Worcester Ladies (en) et participe à la Coupe du monde en 1998 avec l'équipe d'Angleterre, après avoir fait ses débuts internationaux en novembre 1997 contre l'Espagne. Elle joue comme ailière.
Pour l'année 2002, elle est élue Joueuse anglaise de l'année après avoir fait partie de l'équipe d'Angleterre qui a terminé à une place de finaliste à la Coupe du monde cette année-là. À cette période, elle compte quarante essais en quarante sélections.
En 2003, elle participe au Tournoi des Six Nations.
En 2005, elle porte son record à cinquante-et-un essai en autant de sélections. Elle devient la première joueuse à marquer cinquante essais internationaux.
En 2006, elle participe au Tournoi des Six Nations, puis à la Coupe du monde avec l'Angleterre. Après la compétition, terminée à une place de finaliste, elle décide de prendre sa retraite internationale. Elle est alors l'une des meilleures marqueuses d'essais de l'histoire de l'équipe d'Angleterre.

### Vie privée
Née Brown, elle se marie avec Niall Crawford, directeur du rugby au sein du club de Worcester RFC, et prend son nom de famille.
En dehors du rugby, elle est professeure d'art au sein de la Arden School d'Henley-in-Arden.

## Palmarès

### En équipe nationale
- Finaliste de la Coupe du monde en 2002 et 2006 avec l'équipe d'Angleterre.

### Distinctions personnelles
- Élue Joueuse anglaise de l'année en 2002.